# Bitterpilört
Bitterpilört (Persicaria hydropiper) är en art i familjen slideväxter

## Beskrivning
Bitterpilört är en mångformig ettårig ört, 20–30 cm hög. Stjälken är uppstigande eller upprätt, den är rotslående nertill. Bladen är lansettlika och bredast nedanför mitten. De har en stark pepparaktig smak. De nedre stipelslidorna har korta kanthår medan de övre vanligen är helt kala. Blommorna sitter i axlika, glesa samlingar. De är oansenliga med grönaktiga, rödspetsade hylleblad. Hyllebladen och blomskaften är klädda med gula, tätt sittande körtlar. Frukten är en matt mörkbrun nöt.
Bitterpilört blommar från juli till september

## Medicinsk användning
Bitterpilört används inom folkmedicinen som blödningshämmande eller urindrivande medel. Använda delar är hela växten utom roten, färsk eller torkad. Aktiva ämnen, som finns i körtlar på blad och stjälk, är seskviterpenaldehyderna tadeonal och polygodiol, som också ger växten dess skarpa smak. Aktiva ämnen är också flavonglykosider som kaliumbisulfatester av rhamnazin. 

## Habitat
Bitterpilört finns i stora delar av Europa, Asien, Australien och Nordamerika. I Sverige förekommer den i södra och mellersta delarna, men sällsynt också längre norrut.

## Biotop
Bitterpilört växer i diken, dykärr och andra vattensamlingar. Den är sommarannuell, d.v.s. vårgroende och höstblommande. 

## Etymologi
Hydropiper betyder vattenpeppar.
Växten har fått sitt namn av bladens brännande smak och kallas därför ibland "vattenpeppar".

## Förväxlingsarter
- Rosenpilört (Persicaria minor)
- Ävjepilört (Persicaria foliosa)

Dessa har dock varken stark smak eller körtlar på hyllebladen. 

## Bygdemål
| Namn         | Trakt   | Ref.  | Kommentar                                                 |
| ------------ | ------- | ----- | --------------------------------------------------------- |
| Bitterblad   |         |       |                                                           |
| Bitterknäa   |         |       |                                                           |
| Jumfrutvål   | Uppland | [ 2 ] |                                                           |
| Vattenpeppar |         |       | Dessa växter har rykte som huskur för att ta bort fräknar |
| Vattensåpa   |         |       | Dessa växter har rykte som huskur för att ta bort fräknar |

## Synonymer
| Persicaria acris Gray nom. illeg. Persicaria flaccida (Meisner) H.Gross Persicaria hydropiper (L.) Spach (L.) Delarbre subsp. flaccida (Meisner) A.H.Munshi & G.N.Javeid subsp. hispida (J.D.Hooker) Soják subsp. laetivirens (Makino) Soják subsp. maximowiczii (Reg.) Soják subsp. microcarpa (Danser) Soják subsp. oryzetum (Blume) Soják var. angustifolia (A.Braun) M.Kitagawa var. diffusa Kitagawa var. eglandulosa (J.D.Hooker) G.H.Dar nom. inval. var. glandulosissima (Gage) H.B.Naithani & S.Biswas var. longistachya (Chang & Li) M.Kitagawa var. projecta (Stanford) Moldenke var. vulgaris (Meisner) Ohki Persicaria maximowiczii (Regel) Nakai Persicaria urens Friche-Joset & Montandon Persicaria vernalis Nakai Peutalis hydropiper (L.) Rafinesque Polygonum acre Lam. nom. illeg. Polygonum chloroleucon Gand. Polygonum ciliare Kitt. 'Polygonum escluseanum Sennen 'Polygonum fallacinum Gandoger | Polygonum flaccidum Meisner flaccidum Roxb. var. hispidum J.D.Hooker Polygonum flexuosum Gandoger Polygonum glandulosum Poir. Polygonum gracile Salisbury nom. illeg. Polygonum hydropiper L. f. ciliare Domin subsp. megalocarpum Danser subsp. microcarpum Danser var. angustifolium A.Braun var. glandulosissima Gage var. laetivirens Makino var. longistachyum Y.L.Chang & S.X.Li var. projectum Stanford var. vulgare Meisner insolitum Gandoger maximowiczii Regel oryzetorum Blume pallidum Gandoger podophyllum Gandoger punctatum Sennen purpuratum Gandoger schinzii Schuster vasconicum Gandoger vernale (Nakai) Makino & Nemoto |

Not: I litteraturen kan stavningen Polugonum ses, vilket är helt ekvivalent med Polygonum.